# Кебнекайсе
Ке́бнекайсе (швед. Kebnekaise, от северносаам. Giebmegáisi или Giebnegáisi — «котловая вершина») — гора в Скандинавских горах. Высшая точка Швеции.

## Общие сведения
Кебнекайсе находится в Лапландии, примерно в 150 км к северу от полярного круга и к западу от Кируны. Вершина сложена габбро и кварцевыми сиенитами. Имеет две вершины — южную, покрытую ледником, высотой 2106 метров, и северную, высотой 2097 метров.

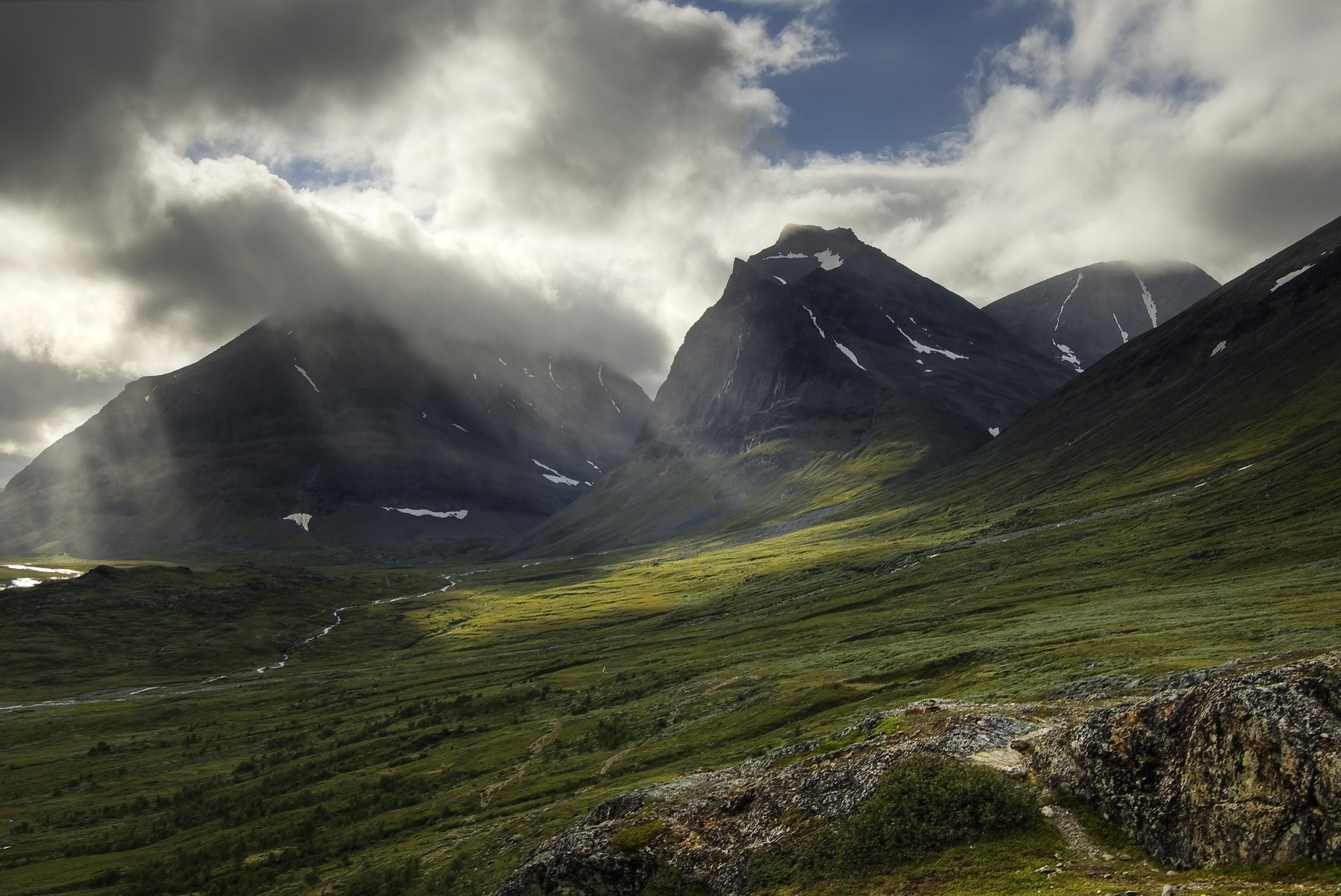
Вид на долину Кебнекайсе

Кебнекайсе — высочайшая вершина Швеции и Лапландии (хотя по относительной высоте уступает горе Акка). Севернее Кебнекайсе в Европе нет более высоких гор.
Ледники, покрывающие вершину, на сегодняшний день имеют тенденцию к таянию. Поэтому высота горы постоянно уменьшается, ещё несколько десятков лет назад она составляла 2123 метра над уровнем моря. Если таяние продолжится теми же темпами, южная вершина может со временем стать ниже северной.
Гора популярна среди туристов, здесь проходит множество альпинистских маршрутов, возле неё (от Абиску до Никкалуокта) проходит также известный пеший маршрут Кунгследен. Кроме того, у подножья Кебнекайсе расположена станция Стокгольмского университета по исследованию проблем высокогорий.

## Образ Кебнекайсе в литературе
В повести-сказке Сельмы Лагерлёф о чудесном путешествии Нильса с дикими гусями по Швеции старая мудрая гусыня, предводительница стаи гусей, именуется Аккой с горы Кебнекайсе, при этом автор использовала название еще одной из лапландских гор: Акка — восьмая по абсолютной высоте (над уровнем моря) и величайшая по относительной высоте вершина Швеции.

### Виртуальный тур
Виртуальный тур — 11 панорам 

- Виртуальный тур — Долина Тарфала